# Дужий, Юрий Александрович
Юрий Александрович Дужий (род. 1939) — советский хоккеист, защитник.

## Биография
В первенстве СССР выступал за команды «Металлург» Новокузнецк (1957/58 — 1964/65, 1967/68 — 1968/69), «Торпедо» Минск (1965/66 — 1966/67), «Водник» Ванино (1970/71).
В классе «А» провёл шесть сезонов (1960/61 — 1962/63, 1964/65, 1966/67 — 1967/68).